# Goodwill Games de 1986
Navigation
Édition suivante

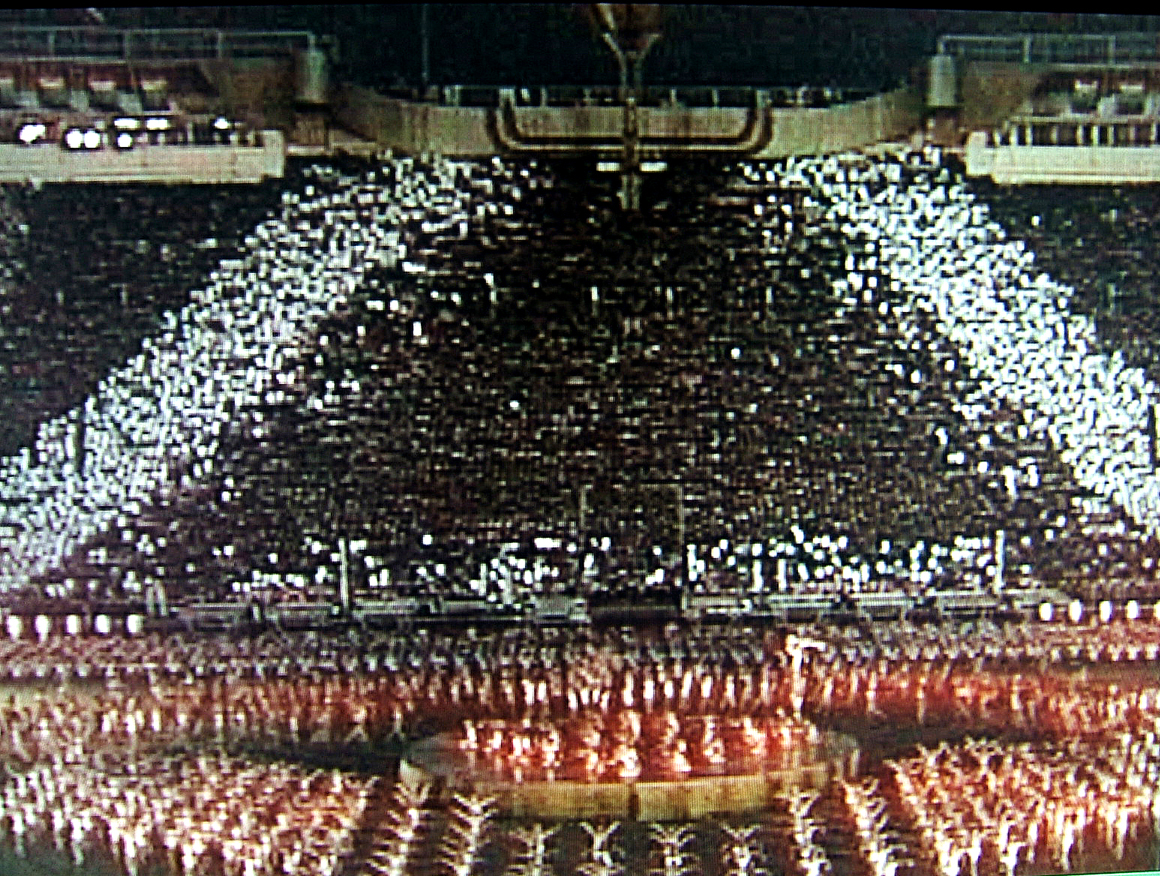
Cérémonie d'ouverture inaugurale des Goodwill Games au stade central Lénine

Les Goodwill Games de 1986 sont la première édition des Goodwill Games, une compétition multisports internationale créée par Ted Turner, qui s'est tenue du 5 au 20 juillet 1986. Le stade principal est le stade central Lénine à Moscou, en Union soviétique . Les Jeux sont une réponse aux boycotts olympiques de l'époque, qui ont vu les États-Unis refuser de se rendre aux Jeux olympiques de 1980 à Moscou et l'Union soviétique boycotter les Jeux olympiques d'été de 1984 à Los Angeles. Les athlètes soviétiques dominent la compétition, remportant 118 médailles d'or et 241 médailles au total. Les États-Unis terminent deuxième, avec 42 médailles d'or et 142 médailles au total.

## Résumé

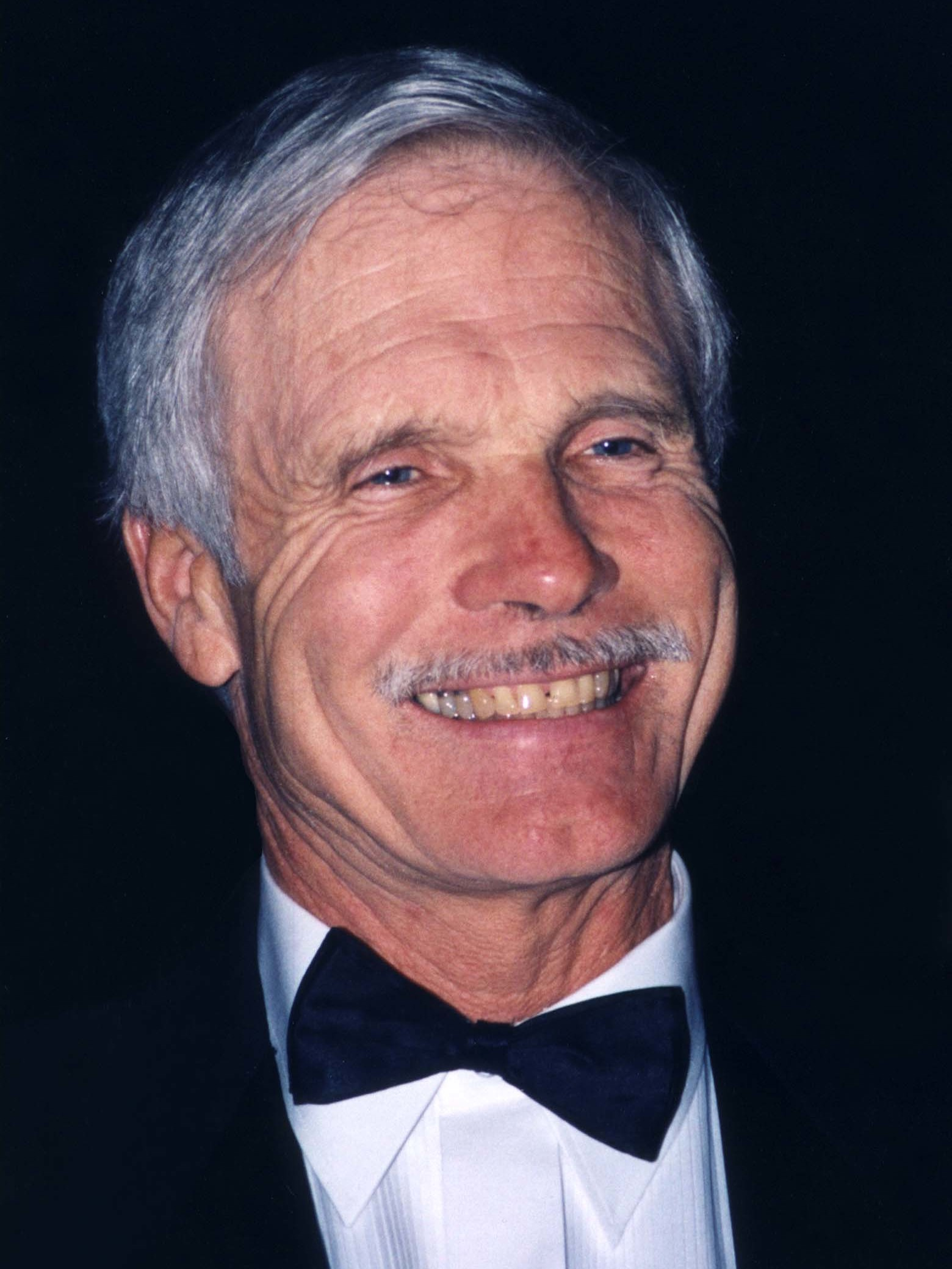
Ted Turner de Turner Broadcasting a créé et financé les premiers Goodwill Games

3000 athlètes de 79 nations prennent part à des épreuves dans dix-huit sports différents. Les Goodwill Games permettent que, pour la première fois en dix ans, des athlètes d'élite de l'Union soviétique et des États-Unis s'affrontent dans le cadre d'un grand événement multisports d'été. Contrairement aux méthodes de sélection d'autres grandes compétitions, les Jeux sont un événement sur invitation seulement. L'événement est diffusé pendant 129 heures sur TBS aux États-Unis.
Les Jeux eux-mêmes sont sujets à des problèmes politiques, l'URSS interdisant la compétition aux équipes d'Israël et de Corée du Sud (deux alliés proches des États-Unis). Les organisateurs ferment la ville aux non-Moscovites. Les Goodwill Games, bien que de nature commerciale, ne sont pas un succès financièrement et Turner Broadcasting enregistre des millions de dollars de pertes sur cet événement.
Un certain nombre de records du monde sont battus au cours des Jeux. En athlétisme, Sergueï Bubka bat le record du saut à la perche avec un saut de 6,01 m, Jackie Joyner-Kersee bat le record d'heptathlon avec un score de 7 148 points tandis que Ben Johnson bat Carl Lewis au 100 mètres pour remporter son premier titre international majeur. Vladimir Salnikov pulvérise le record du monde du 800 m nage libre dans la compétition de natation avec un temps de 7 min 50 s 64. Dans les épreuves cyclistes, Michael Hübner et Erika Salumäe battent des records du monde en sprint sur 200 mètres en départ lancé.
Le championnat du monde de basket-ball de 1986 à Madrid, diffusé sur le réseau de Ted Turner, est inclus comme épreuve des Goodwill Games pour le basket-ball masculin. Dans la compétition féminine de basket-ball, l'équipe des États-Unis brise la série d'invincibilité des Soviétiques, qui avait atteint 152 victoires. Les Jeux de 1986 ont également vu la toute première compétition internationale de moto-polo, ou moto-ball.

## Sports
- Athlétisme (détails)
- Aviron
- Basket-ball (voir aussi Championnat du monde masculin de basket-ball 1986)
- Boxe
- Cyclisme
- Gymnastique
- Haltérophilie
- Handball (détails)
- Lutte
- Judo
- Moto-ball
- Natation
- Pentathlon moderne
- Plongeon
- Tennis
- Volley-ball
- Water-polo
- Voile

## Tableau des médailles

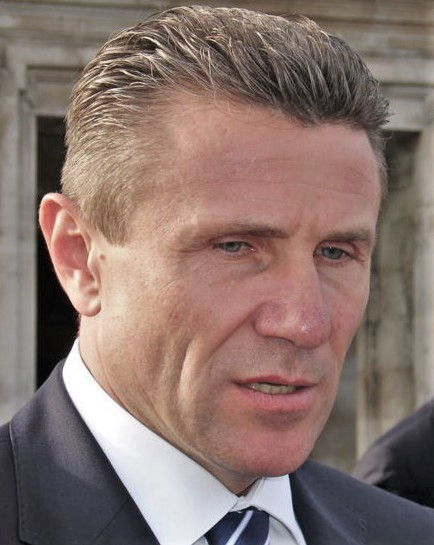
Sergueï Bubka remporte l'or pour l'Union soviétique avec un record du monde de saut à la perche

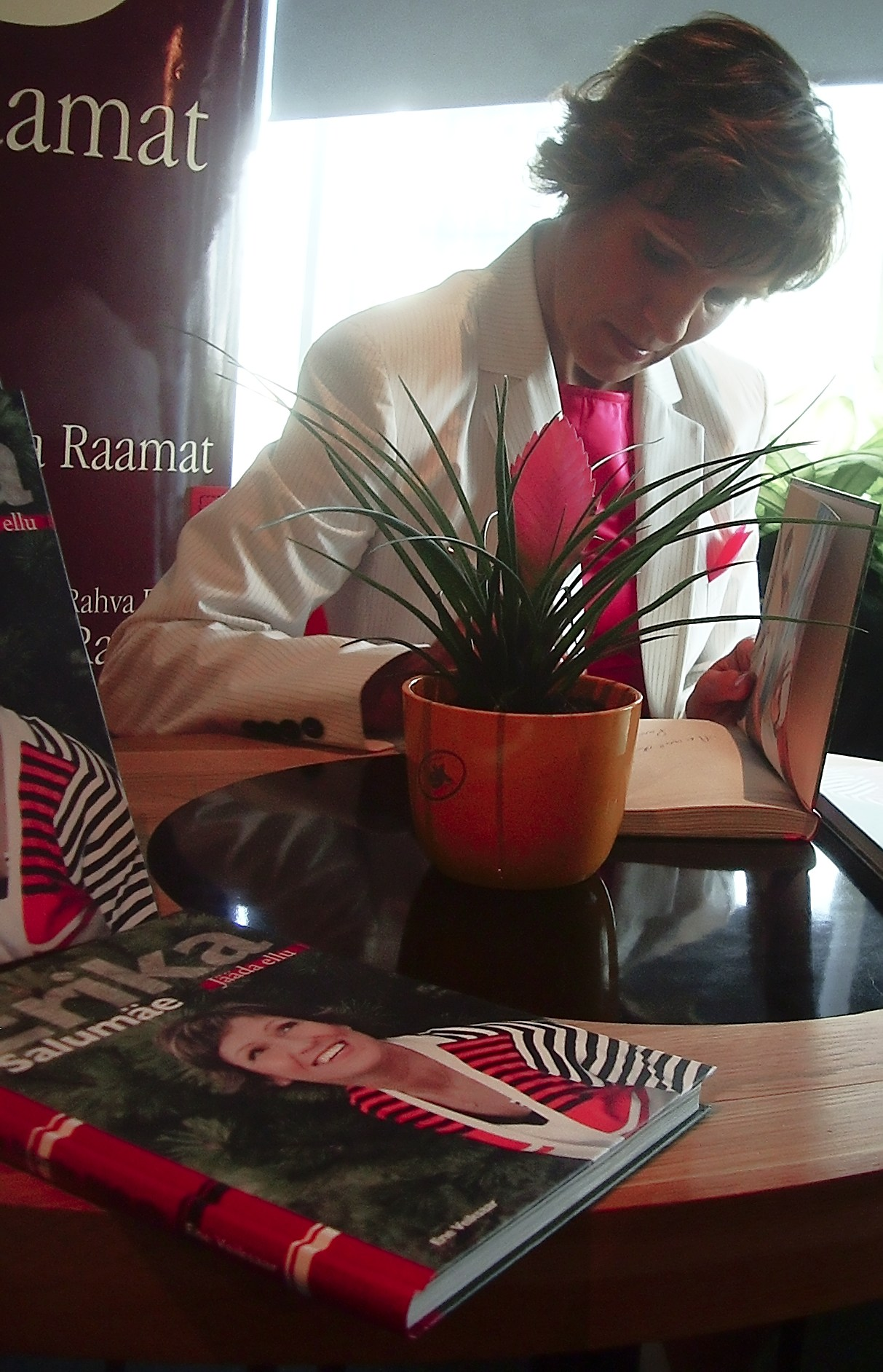
Erika Salumäe est une autre athlète soviétique vainqueur avec un record du monde

- Nation organisatrice

| Rang  | Nation               | Or  | Argent | Bronze | Total |
| ----- | -------------------- | --- | ------ | ------ | ----- |
| 1     | Union soviétique     | 118 | 80     | 43     | 241   |
| 2     | États-Unis           | 42  | 49     | 51     | 142   |
| 3     | Allemagne de l'Est   | 7   | 11     | 10     | 28    |
| 4     | Roumanie             | 6   | 6      | 6      | 18    |
| 5     | Bulgarie             | 4   | 7      | 20     | 31    |
| 6     | Pologne              | 2   | 3      | 6      | 11    |
| 7     | Canada               | 2   | 0      | 2      | 4     |
| 8     | Japon                | 1   | 0      | 3      | 4     |
| 9     | Australie            | 1   | 0      | 2      | 3     |
| 10    | Grande-Bretagne      | 1   | 0      | 1      | 2     |
| 10    | Portugal             | 1   | 0      | 1      | 2     |
| 12    | Éthiopie             | 1   | 0      | 0      | 1     |
| 12    | Suisse               | 1   | 0      | 0      | 1     |
| 14    | Tchécoslovaquie      | 0   | 9      | 1      | 10    |
| 15    | Chine                | 0   | 4      | 5      | 9     |
| 16    | France               | 0   | 2      | 2      | 4     |
| 17    | Hongrie              | 0   | 1      | 5      | 6     |
| 17    | Mongolie             | 0   | 1      | 5      | 6     |
| 19    | Venezuela            | 0   | 1      | 2      | 3     |
| 20    | Allemagne de l'Ouest | 0   | 1      | 1      | 2     |
| 20    | Turquie              | 0   | 1      | 1      | 2     |
| 22    | Finlande             | 0   | 1      | 0      | 1     |
| 22    | Nigeria              | 0   | 1      | 0      | 1     |
| 24    | Corée du Nord        | 0   | 0      | 6      | 6     |
| 25    | Italie               | 0   | 0      | 5      | 5     |
| 26    | Brésil               | 0   | 0      | 2      | 2     |
| 27    | Colombie             | 0   | 0      | 1      | 1     |
| 27    | Côte d'Ivoire        | 0   | 0      | 1      | 1     |
| 27    | Kenya                | 0   | 0      | 1      | 1     |
| 27    | Koweït               | 0   | 0      | 1      | 1     |
| 27    | Norvège              | 0   | 0      | 1      | 1     |
| 27    | Pays-Bas             | 0   | 0      | 1      | 1     |
| Total | Total                | 187 | 178    | 186    | 551   |